# Новореповка
Новореповка (укр. Новорепівка) — село в Новотроицкой поселковой общине Генического района Херсонской области Украины.
Население по переписи 2001 года составляло 368 человек. Почтовый индекс — 75311. Телефонный код — 5548. Код КОАТУУ — 6524480503.
Село основано в 1809 году крепостными князя Волконского из Саратовской и Нижегородской губерний. Это был период, когда царское правительство интенсивно заселяло юг Украины, после присоединения Крыма к России (1783 год). По фамилии князя Волконского село получило первоначальное название Волоконовка (Волохоновка, как называли в народе), а позже было переименовано на Новореповку.
В начале века село входило в Громовскую волость. В Херсонском областном архиве есть документ, подтверждающий существование женского монастыря недалеко от Новореповки. Копия этого документа есть в краеведческом музее с. В. Ильинки. Монастырский хутор расположен в 8 верстах от с. Новореповки и 15 верстах от с. Дмитровки Образовался на подаренной земле в 1904 году крестьянами Остапенко и Антипенко. Первоначально здесь находилось 5 сестёр и 1 рабочий. В 1913 году здесь жило 8 сестёр рабочих, 1 старшая, 1 рабочий, 1 пастух.
Первые два года всю землю сдавали в аренду за деньги, а с 1907 года стали сами обрабатывать 40 десятин, а остальную землю сдавали в аренду. На хуторе был небольшой молитвенный дом, 1 жилой дом, 1 кухня с пристройкой, 2 конюшни, 1 подкат, 1 баня с прачечной. Всего земли 111 десятин, в том числе посевной 101 десятина, пар — 4, сад — 0,25 десятины.
В 1920 году в селе было 70 дворов, около 557 человек, была церковь, школа 2-я трудовая (семилетняя). Таких школ в Громовской волости было только две: в Громовке и Новореповке (документ 1923 года).
В 1921 году в стране был большой голод. Государство выдавало голодающим продовольственные пайки и посевной материал распределяла их специальная комиссия. Эти комиссии назывались кружки содействия Громовской волости. До 1923 года село входило в Днепропетровский уезд Таврической губернии. А с 1923 года — Мелитопольский округ, Распоряжением Днепропетровского ревкома 3 апреля 1920 года № 157 всем церквам уезда было запрещено вести метрические книги о рождении, смерти, браке.
(Из архивного документа № 97).
По документам архива на 1 января 1922 года в Новореповке было 277 единоличных хозяйств. В 1928 году в селе образовался первый ТСОЗ (товарищество по совместной обработке земли), председателем которого был Заломыка.
В 1929 году образовался колхоз «Луч», первым председателем которого был Шевченко. затем председателями были Староверов Алексей Иванович, Вишневский, Садовский. При нём колхоз стал называться «Новый мир». После Садовского председателем колхоза работал Гармаш Митрофан, Кузнецов. Перед войной возглавлял колхоз Лапин Алексей Евпатиевич. При нём прошла эвакуация колхозного имущества и скота. Тяжёлое время пережила Новореповка в период голода 1932—1933 годов. Много людей умерло от голода, среди них:
В 1929 году в селе был создан сельский Совет, первым, председателем которого была Пивоварова Евдокия Кузьминична.
Вовремя немецкой оккупации был расстрелян коммунист Аляпин Илья.
В 1951 году произошло укрупнение колхозов. К Новореповскому колхозу «Новый Мир» присоединили колхоз «Червоный работник» (с. Новоукраинка) и колхоз им. Куйбышева (с. Сысоевка). Новый колхоз получил название им. Шевченко, председателем стал Гармаш Григорий Митрофанович, затем в 1956 году Довбня Николай Матвеевич, а после него до 1959 года работал Крамаренко Борис Васильевич, потом Шмалий Иван Семёнович.
В 1959 году этот колхоз был присоединён к с В.-Ильинка и состоял в составе вновь образовавшегося колхоза им. Шевченко до 1984 года. В этом же (1959 г.) был ликвидирован и сельский Совет, в 1984 году Новореповка отделилась в самостоятельный колхоз «40 лет Победы», куда вошли села Новореповка и Новоукраинка. Село Сысоевка к этому времени было ликвидировано как неперспективное село. Первым председателем колхоза "40 лет Победы был Доценко Иван Иванович. В 1986 году его избрали председателем Новотроицкого райисполкома, а председателем колхоза был избран Шевченко Владимир Петрович.